# Doggy Style Records
Doggy Style Records, znana również jako Doggystyle Records – amerykańska wytwórnia muzyczna założona przez rapera Snoop Dogga w roku 1995. Siedziba znajduje się w Kalifornii
Pierwszym artystą, który dołączył do tej wytwórni był zespół The Gap Band, Charlie Wilsona.

## Artyści
- Snoop Dogg
- Tha Dogg Pound (Daz & Kurupt)
- Soopafly
- Tha Eastsidaz (Snoop Dogg, Tray Deee, Goldie Loc)
- The Lady of Rage
- Nine Inch Dix (Snoop Dogg, Soopafly, Lil' ½ Dead)
- RBX
- QDT (Snoop Dogg, DJ Quik, Teddy Riley)
- Lil' ½ Dead
- Tha Locs (The Twinz & E-White)
- Warren G
- 213 (Snoop Dogg, Nate Dogg, Warren G)
- Bad Azz